# Ouahigouya
Ouahigouya là một tổng thuộc  Yatenga (tỉnh) ở phía bắc  Burkina Faso. Thủ phủ là thị xã Ouahigouya. Dân số năm 2006 là 122.677 người

## Các thị xã và làng xã
Aorema, Bapore, Bassaouassa, Bembela, Bissigaye, Bogoya, Bolongo, Bouri, Cissin, Ippo, Issigui, Komsila, Kouri, Lilligome, Mopeleguin, Mouni, Ouattinoma, Ouedrancin, Passogo, Pirgo, Poedogo, Rallo, Ramesse, Rikou, Risci, Roba, Sambtinga, Saye, Sissamba, Sodin, Somiaga, Soubo, Toessin, Yabonsgo, Youba, Zamioro và Zimba.